# Une poule sur un mur (film)
Pour les articles homonymes, voir Une poule sur un mur.
Pour plus de détails, voir Fiche technique et Distribution.
Une poule sur un mur est un film français réalisé par Maurice Gleize et sorti en 1936.  

## Fiche technique
- Titre français : Une poule sur un mur
- Réalisation : Maurice Gleize
- Scénario : Léopold Marchand d'après sa pièce de théâtre
- Photographie : Willy Faktorovitch
- Musique : Henri Poussigue
- Production : Henry Doru
- Société de production : Productions Henry Doru
- Pays de production :  France
- Langue originale : français
- Format :  Noir et blanc - Son mono
- Genre : Policier
- Durée : 90 minutes
- Date de sortie :	
  - France : 22 mai 1936

## Distribution
- Jules Berry : Henri Sornin
- Pierre Larquey : Bob Pouvrier
- Christiane Delyne	: Betty Pouvrier
- Monique Rolland : Fossette Sornin
- Saturnin Fabre : Monsieur Amédée
- Sinoël : L'oncle Albert
- Jeanne Fusier-Gir
- Andrée Champeaux
- Serjius :	Gustave
- René Alié
- Jacqueline Prévot
- Georges Bever
- Carlos Machado